# STS-70
STS-70 byla mise amerického raketoplánu Discovery, která se uskutečnila ve dnech 13. července až 22. července 1995. Jejím cílem bylo vynést geostacionární družici Tracking and Data Relay Satellite-G (TDRS-G) na oběžnou dráhu, jako náhradu za ztracenou TDRS-B.

## Posádka
- Terence T. Henricks (3), velitel
- Kevin R. Kregel (1), pilot
- Donald Alan Thomas (2), letový specialista 1
- Nancy J. Currieová (2), letový specialista 2
- Mary Ellen Weberová (1), letový specialista 3

## Zajímavosti
K probouzení posádky byla hrána písnička Škoda lásky (v angl. Beer Barel Polka) českého skladatele Jaromíra Vejvody.